# Pollena Trocchia
Pollena Trocchia – miejscowość i gmina we Włoszech, w regionie Kampania, w prowincji Neapol.
Według danych na rok 2004 gminę zamieszkiwało 13 326 osób, 1665,8 os./km².